# San Luis Valley
Das San Luis Valley ist ein breites Tal der südlichen Rocky Mountains, das sich in Nord-Süd-Richtung auf einer Länge von rund 180 km zwischen dem San-Juan-Gebirge im Westen und der Sangre de Cristo Range im Süden erstreckt. Damit reicht es vom südlichen Colorado bis ins nördliche New Mexico. Es erreicht eine Breite von bis zu 90 km und ist mit einer Gesamtfläche von über 21.000 Quadratkilometern das weltweit größte alpine Talbecken. Geologisch handelt es sich um einen Grabenbruch, der hier den östlichsten Graben der Basin and Range Region darstellt. Das Tal liegt auf einer mittleren Höhe von rund 2300 Metern, während die das Tal umgebenden Berge eine Höhe von über 4000 Metern erreichen.
Im östlichen Teil des San Luis Valleys haben sich vor den Bergen der Sangre de Cristo Range durch Verwehungen große Sanddünen (Great Sand Dunes) gebildet, die 2004 zum Great-Sand-Dunes-Nationalpark erklärt wurden und zu den größten Attraktionen Colorados gehören. Auf der Westseite fließt aus dem San-Juan-Gebirge der Rio Grande ins San Luis Valley und dieser ist mit dem in südliche Richtung nach New Mexico verlaufenden Fluss auch das einzige Gewässer, das das Tal wieder verlässt.
Das San Luis Valley war bis zu deren endgültiger Vertreibung Mitte der 1890er Jahre die Heimat der Ute-Indianer, die sich schon ab etwa dem Jahr 1850 einem immer größer werdenden Andrang hispanischer Siedler gegenübersahen, die sich hauptsächlich im Einzugsgebiet des Rio Grande niederließen und dort von der Viehzucht und der Landwirtschaft lebten. Am Fuße der Sangre de Cristo Range entstand im Sommer 1851 mit San Luis die erste dauerhafte und damit nun älteste Siedlung des heutigen Colorado. Das Tal blieb jedoch bis heute sehr dünn besiedelt; zu den wenigen nennenswerten Orten gehören die stark mexikanisch geprägten Kleinstädte Alamosa, Monte Vista und Center im Zentrum des Tals. Dort gehören insbesondere Kartoffeln, Gartensalat und Gerste zu den wichtigsten landwirtschaftlichen Erzeugnissen.

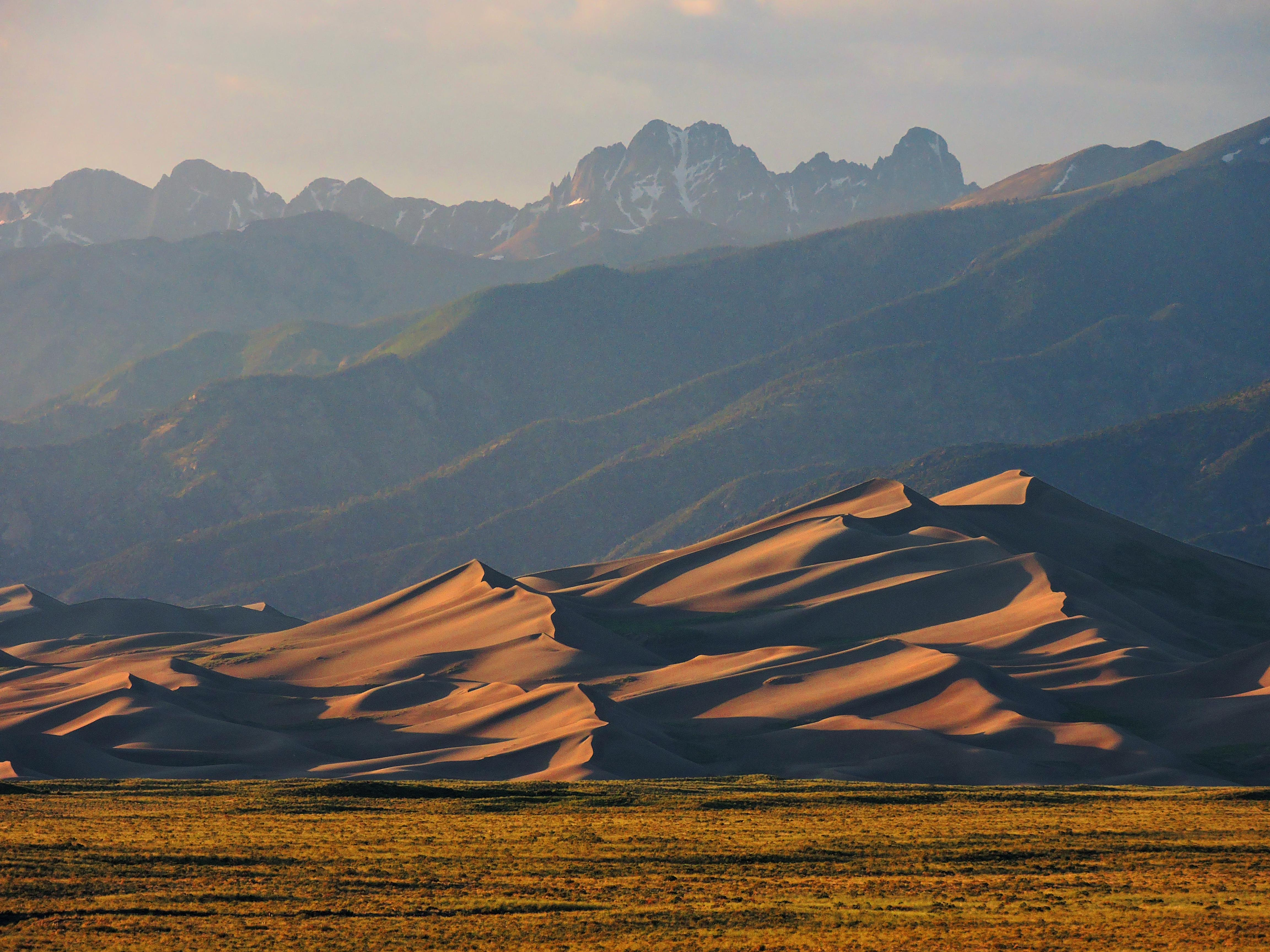
Der Great-Sand-Dunes-Nationalpark liegt direkt westlich des Sangre de Cristo Range, das im Hintergrund zu sehen ist, im San Luis Valley gelegen.

Heute wird das Tal in Nord-Süd-Richtung vom U.S. Highway 285 und in Ost-West-Richtung durch den US 160 im Norden und den US 64 im Süden erschlossen. Die Wirtschaft ist durch Ackerbau geprägt, der überwiegend in Form des Bewässerungsfeldbaus mit großen Rund-Bewässerungsanlagen mit 400 m Durchmesser betrieben wird. Daneben steht der Tourismus als Einnahmequelle, vorwiegend im Umfeld des Nationalparks.